# لويس بينيت
لويس بينيت (بالإنجليزية: Louis Bennett)‏ هو لاعب كرة قدم أمريكي، ولد في 2 نوفمبر 1998 في إنجلترا في المملكة المتحدة. لعب مع ميلواكي وايف.

## وصلات خارجية
- لويس بينيت على موقع قاعدة بيانات كرة القدم.إي يو (الإنجليزية)
- لويس بينيت على موقع Soccerway.com (الإنجليزية)